# MONTARA

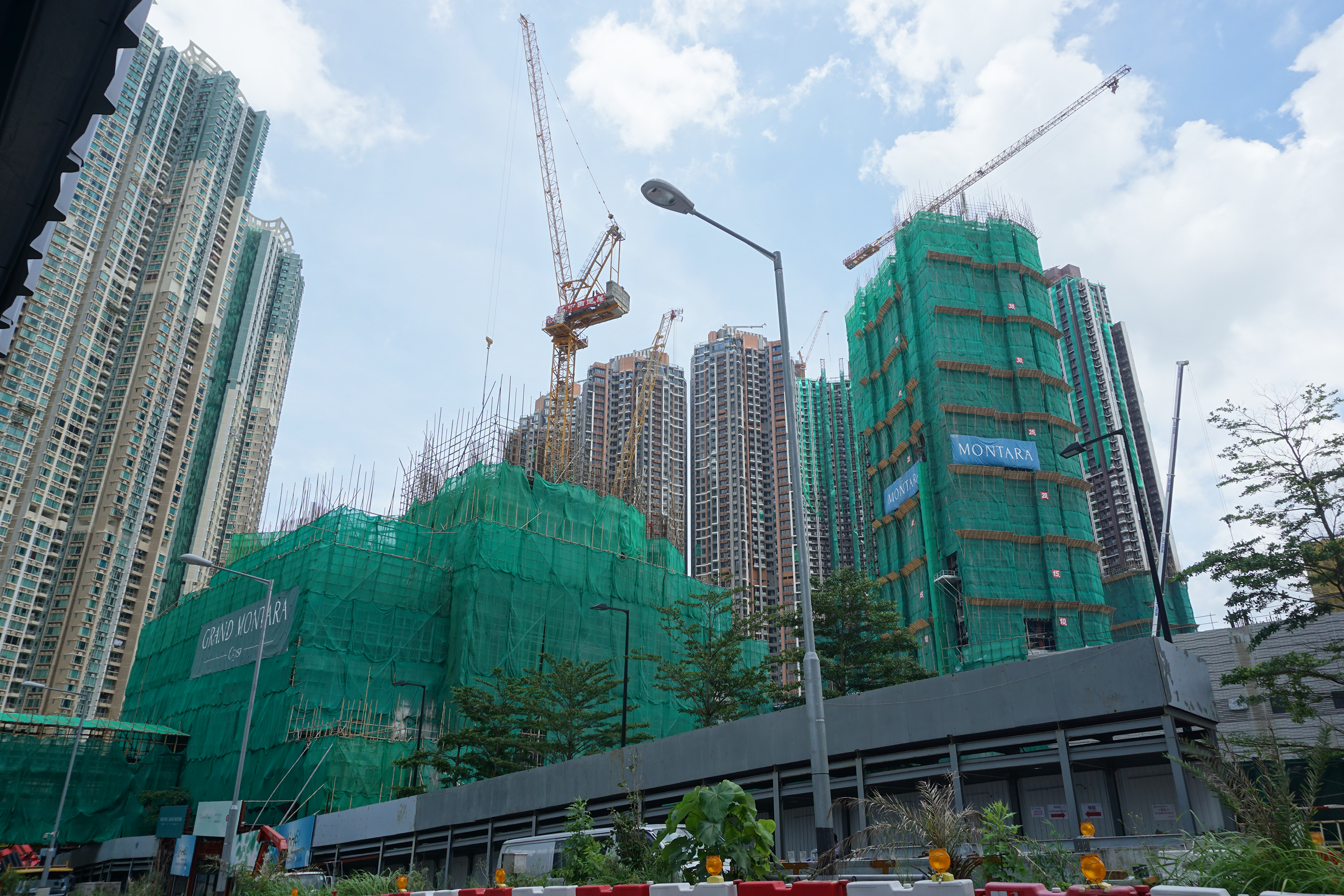
興建中的 GRAND MONTARA（左） 及 MONTARA（右）（2019年6月）

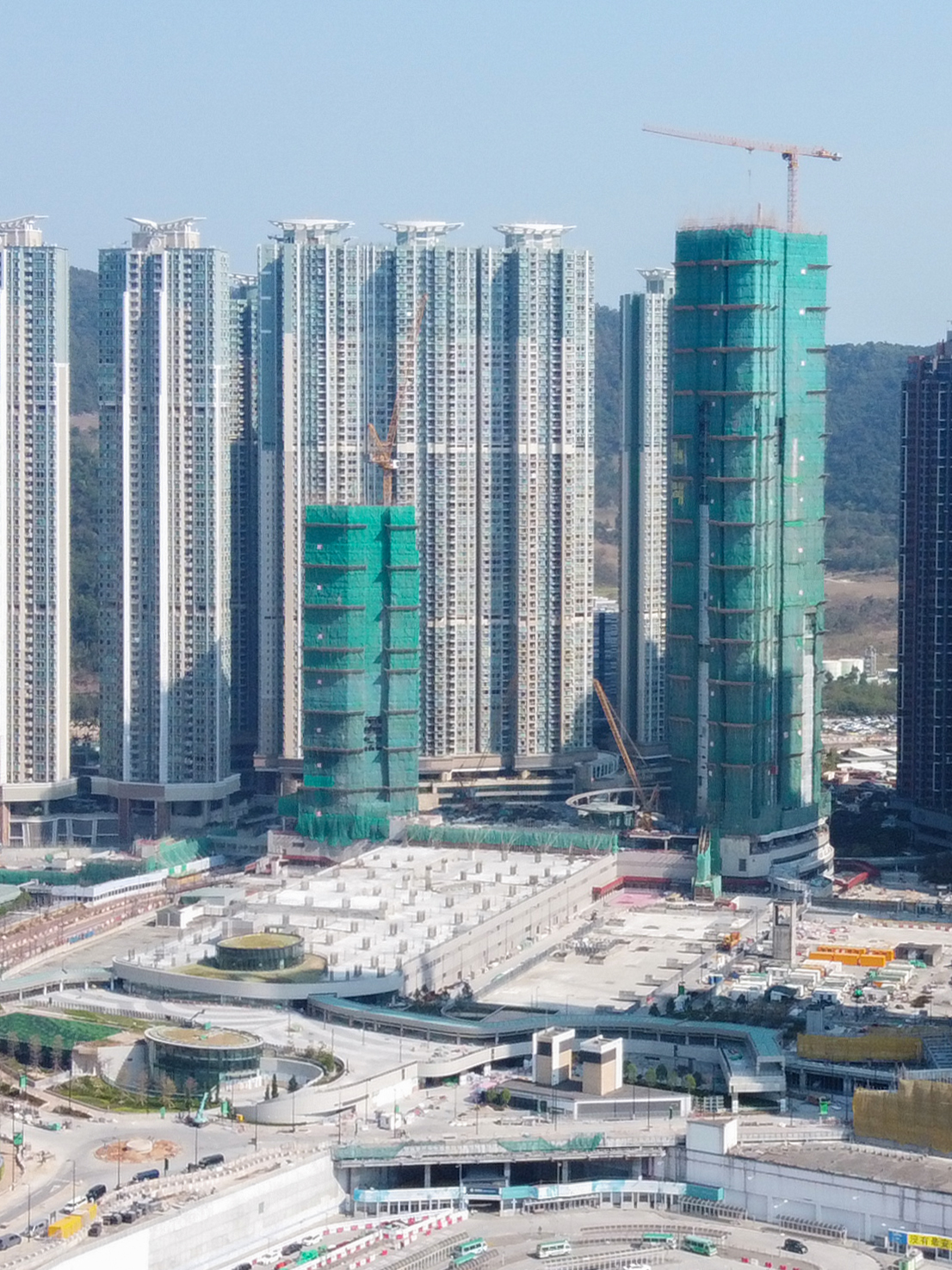
興建中的 GRAND MONTARA（左） 及 MONTARA（右）（2020年2月）

MONTARA是一個香港新界將軍澳東南部的臨海私人屋苑，是港鐵大型臨海住宅區日出康城第7期，分2期發展，7A期名為"MONTARA"、7B期名為"GRAND MONTARA"，亦為會德豐地產O' East系列第2及第3個臨海住宅項目，由會德豐地產及港鐵公司共同發展，建築師為巴馬丹拿，承建商為中國海外，於2021年10月落成，並於同年11月入伙。
MONTARA以The Brilliance of Urban Nature為主題，命名源自美國加州海濱社區蒙塔拉，配合日出康城這個全新海濱住宅區。屋苑基座為48萬平方呎的港鐵大型商場「The LOHAS 康城」，設全港最大溜冰場及將軍澳最大的戲院，以及室內外大型餐飲空間，另有獨立大堂連接MONTARA住宅；屋苑連接「The LOHAS 康城」商場，可於5分鐘內直達港鐵康城站；屋苑被GARDEN MONTARA、日出公園及動感公園環抱，區內綠化面積達100萬平方呎。
MONTARA首批單位折實平均呎價為13,990元，較2018年3月MALIBU首批平均折實14,347元略低2.5%。項目於2019年4月27日開售，示範單位設於尖沙咀港威大廈一座10樓。

## 歷史
第七期為商住發展項目，總發展面積約11.4萬多平方米。住宅總樓面面積上限為7萬多平方米，可建2幢共不多於1,250伙住宅單位，預計2022年竣工。
港鐵於2015年4月27日起招收發展意向書，5月4日下午兩時截止。項目收到28份意向書，創出港鐵項目招標意向紀錄新高。到5月5日起邀請發展商入標，發展商可選擇競投整個住宅連商場項目，由發展商支付補地價金額，並就項目入場費自行出價，未來項目收益將以劃一10%分紅。如發展商放棄商場部分，則就項目分紅出價，下限為10%，中標發展商雖然亦要支付項目補地價，不過港鐵將分2個階段共以49.8億元回購商場。另外無論發展商是否投得商場部分，均需另外支付51.68萬元其他項目補地價。
第七期於同年6月2日截標，吸引7間財團參與。6月5日，港鐵公布由會德豐地產投得日出康城第七期住宅項目，市傳項目補地價金額38.8779億元， 即每呎補價約3,147元，商場部分佔24.4億元，每平方呎補地價約5,100元，佔項目六成；住宅部分補地價金額則約14.4億元，每平方呎補地價逾1,900元。
2021年末，項目陸續入伙。

## 住宅

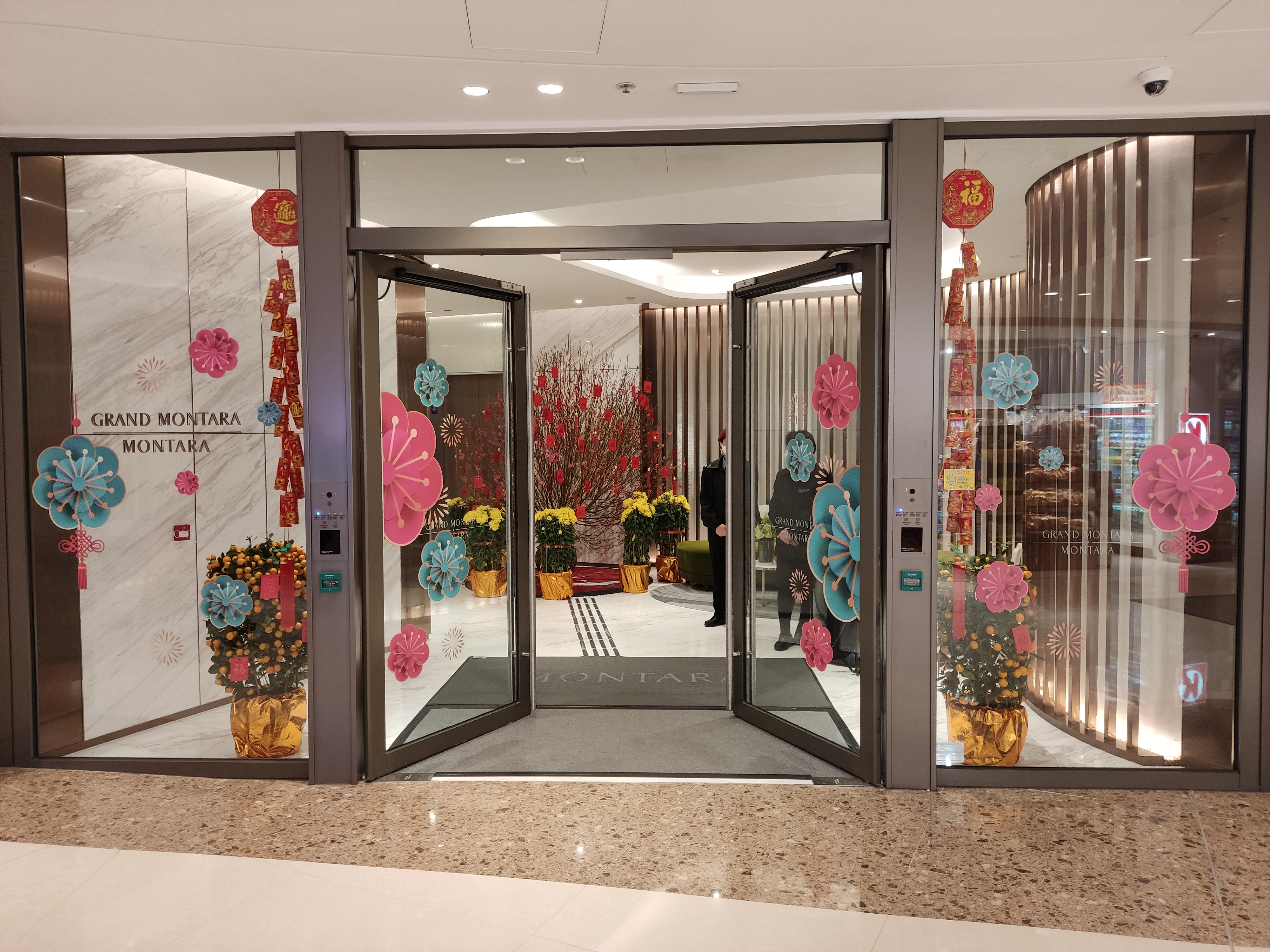
商場往住宅的入口

MONTARA命名源自美國加州海濱社區蒙塔拉，配合日出康城這個全新海濱住宅區。屋苑基座為48萬平方呎的大型商場「The LOHAS 康城」，設全港最大溜冰場及將軍澳最大的戲院，另有獨立大堂連接MONTARA住宅；屋苑升降機連接商場，可於5分鐘內到達港鐵康城站。
屋苑分為2期發展，合共有兩座大廈，總數達1,120個單位，實用面積由346至816方呎不等，另設平台及頂層特色戶，外牆則採用玻璃幕牆設計。落成後，樓高70層的MONRARA將成為新界區第二高的住宅，僅次於樓高76層的日出康城第2B期領峯。景觀方面，大部分單位外望日出公園及動感公園的綠化景致，以及日出康城內園景；高層單位可望將軍澳海灣及藍塘海峽海景，以及清水灣及西貢一帶山景。

### MONTARA
第2座物業為MONTARA，屬日出康城第7A期，在2019年4月27日推售，以The Brilliance of Urban Nature為主題。項目分為A、B座，每層5-6伙，主打中型單位，面積由362方呎至816方呎的1至3房單位，兩房戶佔約60%，並提供平台及頂層特色戶，合共提供616伙。MONTARA間隔單位為1房2廳（連套房）、2房2廳、2房2廳及儲物室、3房2廳（連套房）、3房2廳（連套房）及儲物室。MONTARA三房單位全數附設獨立廚房，主人睡房一律附設浴室。平台特色戶位於6樓，共有11伙，外望GARDEN MONTARA及日出公園綠化景致；頂層特色戶位於70樓，只有6伙，附設71樓空中平台，向西南可望將軍澳海灣及藍塘海峽海景，向東北可望清水灣山景及西貢海景。
MONTARA較GRAND MONTARA近海，預計部分單位可享海景，項目鄰近日出公園，毗鄰第4期晉海及第6期LP6。
MONTARA由於享港鐵及商場上蓋地利，加上訂價較低，因此受到市場歡迎，於2019年5月10日次輪銷售反應熱烈，累收近1.2萬票，超額認購逾102倍，超購數字為近5年來一手市場超額認購最多的新盤。

### GRAND MONTARA
第1座物業為GRAND MONTARA，屬日出康城第7B期，也以The Brilliance of Urban Nature為主題，較遲推售。項目分為A、B座，每層單位不多於5伙，主打大單位，三房戶佔約60%，不少三房戶更設套房設計及儲物房，有少量一房及兩房戶，提供平台及頂層特色戶。GRAND MONTARA間隔單位為1房2廳（連套房）、2房2廳、2房2廳及儲物室、3房2廳（連套房）、3房2廳（連套房）及儲物室。GRAND MONTARA三房單位全數附設獨立廚房，主人睡房一律附設浴室。GRAND MONTARA鄰近日出公園、動感公園及GARDEN MONTARA，毗鄰第1期首都。

## 升降機配置
MONTARA升降機服務樓層列表（一律採用迅達升降機）
- No. 31（第1A座升降機（產品型號：7000））：G、2、5-12、15-23、25-33、35-43、45-53、55-63、65-70、R
- No. 32-33（第1A座升降機（產品型號：7000））：5-12、15-23、26-33、35-43、45-47、49-53、55-63、65-70
- No. 34-36（第1B座升降機（產品型號：7000））：5-12、15-23、26-33、35-43、45-47、49-53、55-63、65-70
- No. 37（第2A座升降機（產品型號：7000））：G、3、5-12、15-23、25-33、35-43、45-53、55-63、65-70、R
- No. 38-39（第2A座升降機（產品型號：7000））：5-12、15-23、26-33、35-43、45-47、49-53、55-63、65-70
- No. 40-42（第2B座升降機（產品型號：7000））：5-12、15-23、26-33、35-43、45-47、49-53、55-63、65-70
- No. 43-44（平台升降機（產品型號：5500 MRL））：G、1、3、5
- No. 45-46（平台升降機（產品型號：5500 MRL））：G、1-3、5

## 設施

### CLUB MONTARA

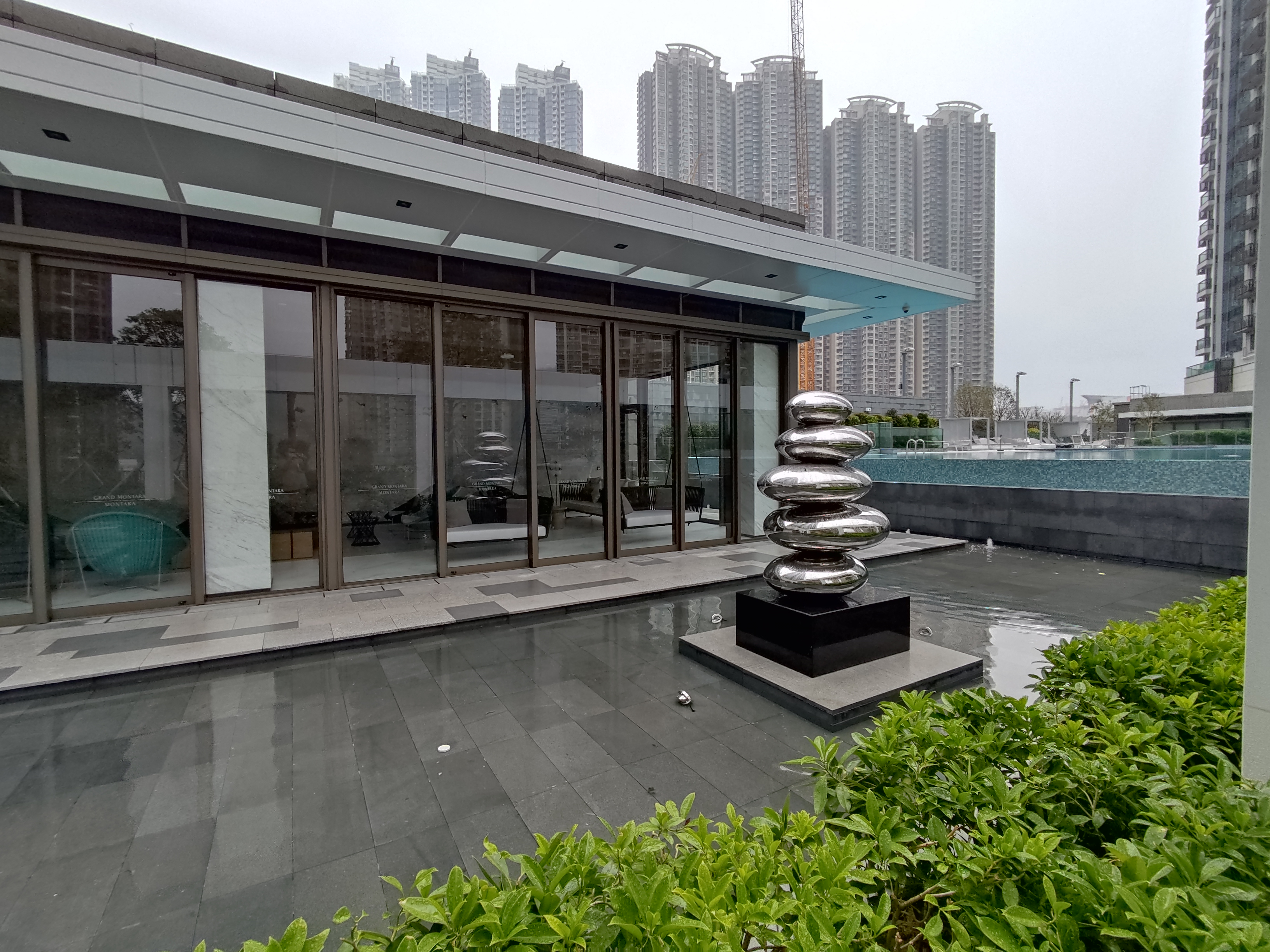
平台水池

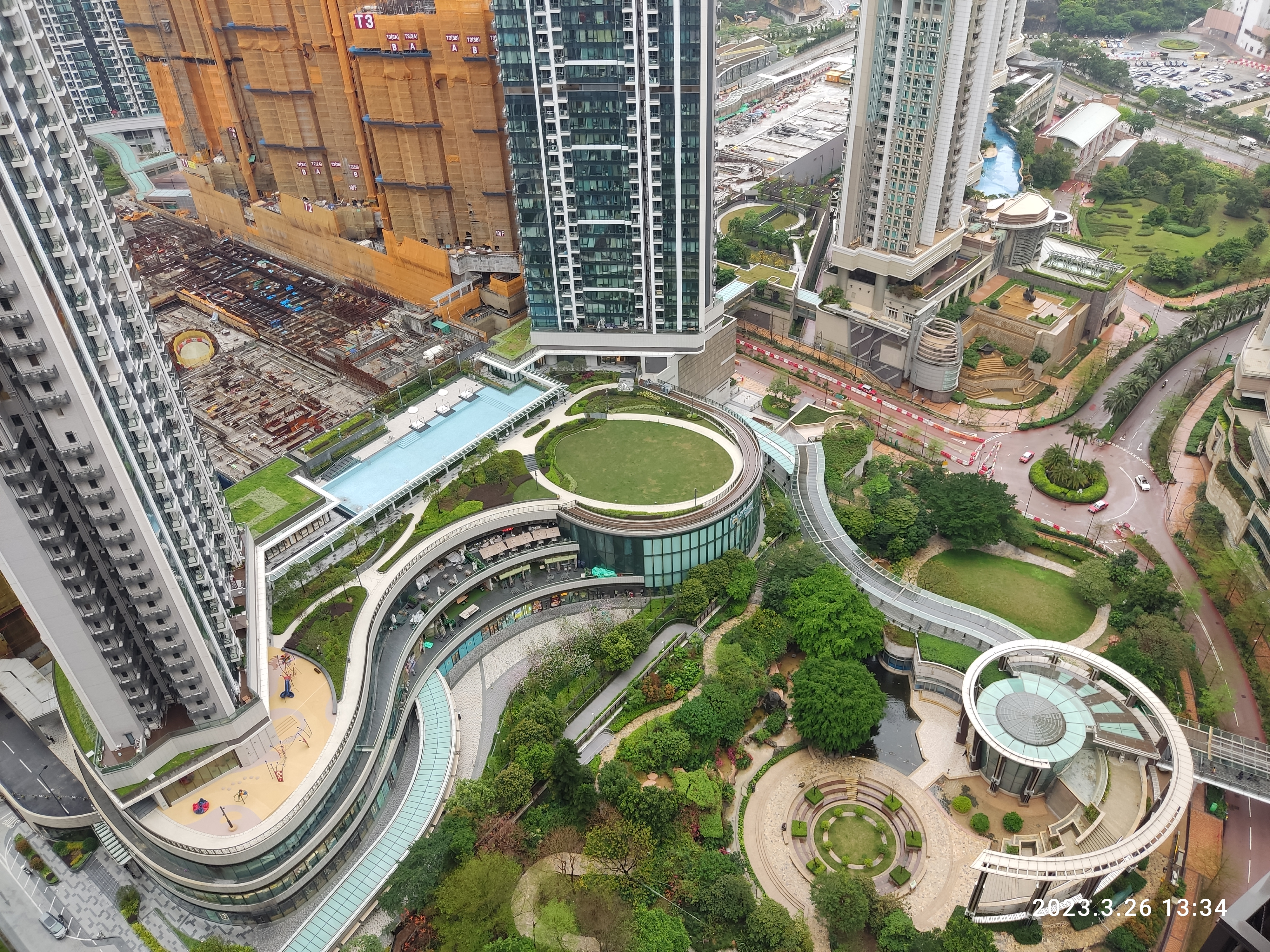
從高處看Garden MONTARA平台園林花園和戶外50米泳池，下方為日出公園

項目會所名為「CLUB MONTARA」，位於兩座住宅大樓基座5樓，面積達4萬方呎，分為Pool & Garden、Urban及Nature三個主題區。設施包括24小時健身室Body studio 24、50米室外游泳池、三個宴會廳、瑜珈室、卡啦OK房等。當中兒童會所佔地達7400平方呎，設小市集、Play room及戶外遊樂場。

### GARDEN MONTARA
戶外設4萬方呎的Garden MONTARA平台園林花園，包括大型綠色草坪、康樂設施及跑步徑。

## 工業意外
2019年12月12日，7A期興建中的第二座地盤，一名女工在18樓的棚架工作期間突然墮下，倒臥在6樓平台，並陷入昏迷。工友見狀報警，救護人員到場，將女工送到將軍澳醫院，送院後證實死亡。

## 交通
參考日出康城#交通

### 港鐵
MONTARA位處港鐵康城站上蓋，設24小時室內行人通道經商場THE LOHAS前往，由康城站出發約16分鐘直達港島東商業區、17分鐘前往九龍東商業區、30分鐘到達中環。

### 道路
MONTARA毗鄰連接將軍澳隧道公路的環保大道，約8分鐘車程直達隧道口；MONTARA住宅項目對開亦正興建將軍澳跨灣大橋，連接日出康城及將軍澳藍田隧道，直達東區海底隧道及九龍區幹道，預計2022年前落成啟用。

### 公共交通
MONTARA附近的日出康城5期MALIBU基座設有永久的公共運輸交匯處，作為日出康城的路面交通樞紐；現時日出康城亦有前往尖沙咀、九龍城、旺角、將軍澳等地的巴士及小巴。

## 會德豐「O' East」系列
O'East是會德豐地產在日出康城的私人物業組合，區內的綠化休憩園地超過100萬呎。
- 日出康城V期：MALIBU
- 日出康城VIIA期：MONTARA
- 日出康城VIIB期：GRAND MONTARA
- 日出康城IXA期： MARINI
- 日出康城IXB期： GRAND MARINI
- 日出康城IXC期： OCEAN MARINI
- 日出康城XII期： SEASONS PLACE

## 鄰近地方
- 日出公園
- 港鐵康城站
- 康城站公共運輸交匯處
- The LOHAS 康城
- 峻瀅
- 康城路
- 日出大道
- 將軍澳南海濱長廊
- 將軍澳工業邨
- 百勝角
- 將軍澳跨灣連接路（興建中）
- 釣魚翁

## 外部連結
- MONTARA （页面存档备份，存于）